# Латышский временный национальный совет
Латышский временный национальный совет (латыш. Latviešu Pagaidu Nacionālā padome) — латвийский орган власти, созданный в ноябре—декабре 1917 года в ходе борьбы Латвии за независимость от России латышскими национальными партиями и организациями.
Вопрос о дате создания Совета остаётся спорным, в разных источниках указываются даты 26 октября, 29 ноября, 2 декабря.

## Создание
В среде национально настроенных латышских политиков представление о необходимости создания Национального совета оформляется после потери Риги в сентябре 1917 года. В конце этого месяца гражданские политики начинают консультации относительно возможности создания латышского политического центра, способного говорить от имени всего народа.
Они разочарованы российским Временным правительством — его неспособностью отстоять Ригу и его нежеланием начать диалог с латышскими политиками. С другой стороны, стремительно усиливаются позиции латышских большевиков, которых не интересует национальный вопрос.
26 октября 1917 года в Петрограде проходило заседание латышских политических партий и общественных организаций, готовивших создание Латышского временного национального совета. Учредительную сессию сперва хотели провести 1 ноября в Валмиере. Однако большевистский переворот заставляет пересмотреть планы, отложить учреждение организации — как выясняется, на три недели. Партии и общественные организации переезжают в Валку, где с 19 ноября по 2 декабря проходило заседание, на котором ЛВНС был формально объявлен до созыва Конституционного собрания Латвии единственным и полноправным органом, представляющим интересы латышского народа, задачами которого были названы созыв Конституционного собрания Латвии, разработка проекта автономии и территориальное объединение латышских земель.

## Деятельность
2 декабря 1917 года ЛВНС принял декларацию о самоопределении Латвии, был определён статус регионов Видземе, Курземе и Латгале, которые контролировались сторонниками Совета. Он стал высшим законным органом власти в Латвии, с июля 1918 года это указывается и в его документах. Против действий ЛВНС выступали большевики из Исколата. 1 января 1918 года они официально запретили деятельность Совета, но подписание решения сорвалось и Совет продолжил свою работу. В том же месяце состоялось заседание ЛВНС в Петрограде, где обсуждался вопрос провозглашения независимости. Совет собрался в помещениях Латгальского комитета по оказанию помощи беженцам на ул. Казанской, 52, но позже в целях безопасности поменял место проведения сессии, переместившись в коммерческую школу Аболтиня на ул. Подольской, 2. Совет выражал свой протест Брестскому миру и аннексии Курляндии немцами, так как склонялся в сторону Антанты, хотя многие политики Латвии и выступали за союз с Германией.

### Резолюция 30 января 1918 года[6]
ЛВНС 30 января 23 голосами «за» и одним «против» (Янис Залитис) принимает резолюцию по вопросу мира и международного положения Латвии. Ее текст следующий:
«Основываемый на провозглашенном всеми мировыми демократиями праве самоопределения народов Латышский временный национальный совет:
1. Признает, что Латвия должна быть независимой, демократической республикой, которая объединяет Курземе, Видземе и Латгалию;
2. Протестует против любых попыток разделить Латвию, особенно подчеркивая, что первое и настойчивое требование — территориальная и этнографическая неделимость Латвии;
3. Протестует против любой попытки заключения мира, пытающейся нарушить самоопределение народов; и наконец
4. Осуждает подлог воли народа под давлением оккупации и условий войны».

### Вторая половина 1918 года
23 октября правительство Великобритании временно признало Латышский Временный Национальный совет в качестве правительства Латвии до принятия решений Парижской мирной конференцией — это решение было оформлено 11 ноября официальной нотой британского МИДа, которой Латышский Временный национальный совет был признан как правительство Латвии, законно представляющим интересы латышского народа. 11 ноября было подписано перемирие между Германией и Антантой, что дало возможность латышам создать независимую Латвию. 17 ноября ЛВНС, Демократический блок и представители от некоторых других партий после непростых переговоров сформировали временный парламент — Народный совет Латвии, который 18 ноября провозгласил независимую и демократическую Латвийскую Республику.